# Brug 812
Brug 812 is een bouwkundig kunstwerk in Amsterdam-Zuid.
Deze brug werd rond 1963 aangelegd in een voetpad tussen de De Cuserstraat en de Kalfjeslaan. Het pad doorsnijdt 't Kleine Loopveld en ligt over een vijver ten zuiden van De Cuserstraat 3. De brug werd ontworpen door Dirk Sterenberg van de Dienst der Publieke Werken, die meer bruggen ontwierp tussen de Kalfjeslaan en Buitenveldert. De brug lijkt dan ook op brug 813 en brug 818 die een gelijke verbinding tot stand brengen, als ook op de bruggen in het Gijsbrecht van Aemstelpark. Net als die bruggen heeft brug 812 groene brugleuningen.  

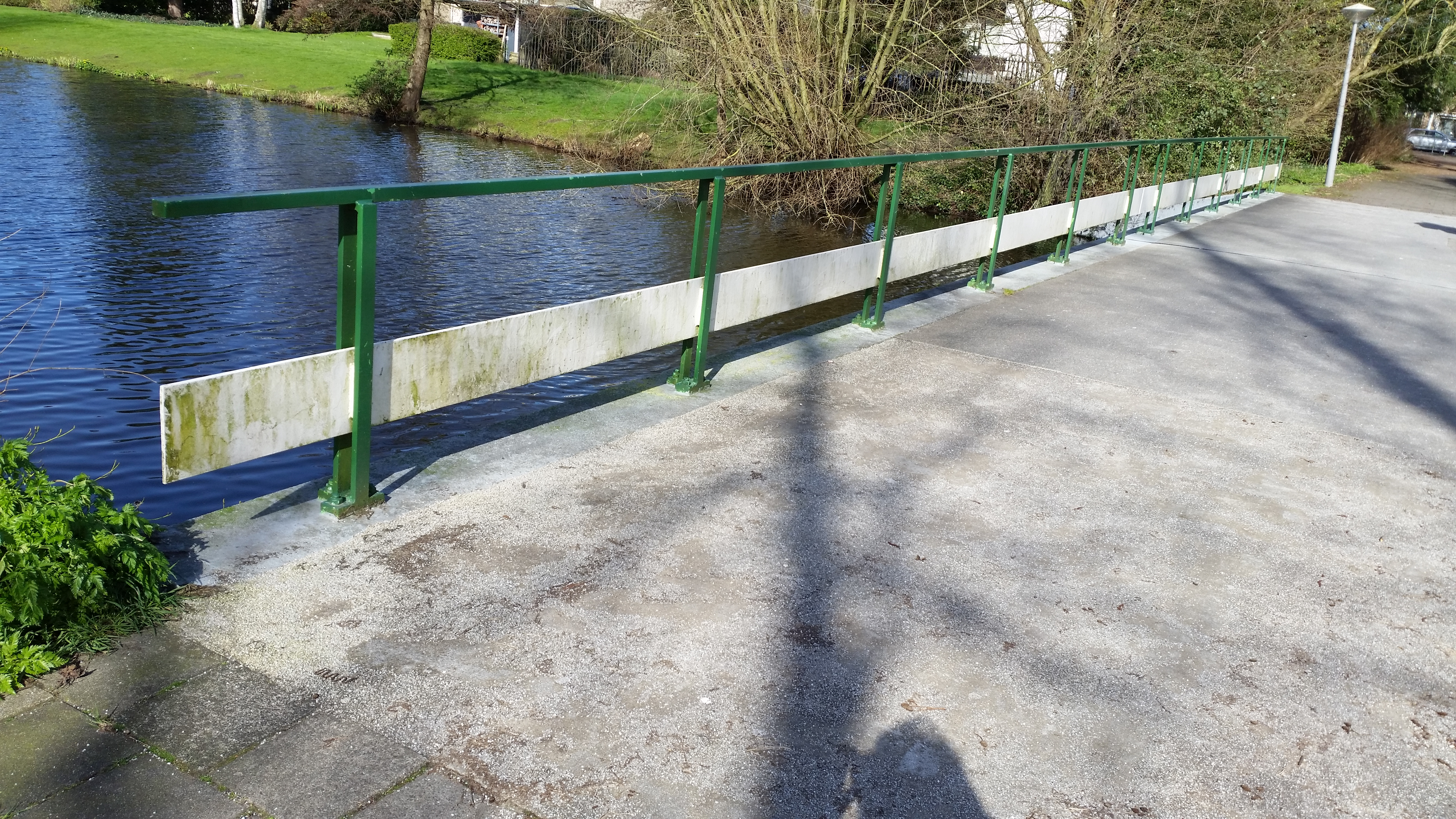
Brug 812 met groene leuningen in maart 2020

<<< · 801 · 802 · 803 · 804 · 805 · 808 · 811 · 812 · 813 · 814 · 815 · 816 · 817 · 818 · 819 · 820 · 821 · 822 · 823 · 824 · 825 · 826 · 827 · 828 · 829 · 830 · 831 · 832 · 833 · 834 · 835 · 836 · 837 · 838 · 839 · 840 · 841 · 842 · 844 · 845 · 846 · 848 · 849 · 850 ·  854 · 856 · 857 · 858 · 859 · 860 · 863 · 864 · 865 · 866 · 867 · 868 · 869 · 870 · 871 · 872 · 873 · 875 · 876 · 877 · 889 · 890 · 891 · 892 · 893 · 895 · 896 · 897 · 898 · 899 · >>>
Brugnummers 800, 806, 807, 809, 810, 843 (gesloopt, Uilenstede, Amstelveen), 847 (Uilenstede, Amstelveen) , 851 (gesloopt, Dirk Sterenberg), 852 (gesloopt, Dirk Sterenberg), 853 (gesloopt, Dirk Sterenberg), 855, 861, 862, 874, 878, 879, 880, 881, 882, 883, 884, 885, 886, 887, 888, 894 zijn niet (meer) vergeven.